# Mark Hafnar
Mark Hafnar (2002. április 11. –) ifjúsági olimpiai ezüstérmes szlovén síugró.

## Élete
17 évesen ezüstéremmel zárta a 2020-as Lausanne-i téli ifjúsági olimpiai játékok fúk (egyéni) normálsáncának döntőjét, megszerezve ezzel Szlovénia negyedik érmét a játékokon. Ugyanitt csapattársaival a síugrás nagysánc vegyes csapatversenyét az 5. helyen fejezte be.
A németországi Oberwiesenthalban rendezett 2020-as junior északisí-világbajnokságot három éremmel fejezte be, a normálsánc egyéni versenyét egy aranyéremmel, míg a csapatversenyt és a vegyes csapatversenyt egy-egy bronzéremmel.